# Antiga Casa de Guelfo
A Antiga Casa de Guelfo foi uma dinastia de governantes europeus do século IX ao XI. Ela consiste de dois grupos: o borgonhês e o suabiano. É discutível se ambos formavam a mesma dinastia ou se dividiam o mesmo nome por coincidência.

## Grupo borgonhês
O mais antigo dos dois grupos é o borgonhês. Seu membro mais antigo conhecido é Guelfo I de Altdorf. Ele foi mencionado, em 819, como o pai de Judite da Baviera, a segunda esposa do imperador Luís, o Piedoso. Os dois filhos de Guelfo, Rodolfo e Conrado acompanharam sua irmã à corte de seu esposo, onde seu espírito ambicioso manteve sua categoria hereditária, e onde eles compartilharam das boas e más fortunas da irmã. Quando Judite foi surpreendida e presa por seus enteados, seus irmãos foram obrigados a se tornarem sacerdotes; porém, mesmo neste estado rebaixado, eles reivindicaram e obtiveram permissão para ficarem detrás do trono, como sacerdotes do sangue real.
Conrado teve dois filhos homens: Conrado II, que o sucedeu, e Hugo, a partir de sua preferência clerical, cognominado o Abade. A ele é dada tradicionalmente também a paternidade de Guelfo, do grupo suabiano.
Conrado II sucedeu o pai como conde de Paris e recuperou as propriedades de seu tio-avô Odoacro, na província da Borgonha. Ele deixou apenas um filho varão, Rodolfo, que assumiu a coroa real, na abadia de Saint-Maurice-en-Valais, em 888, e cuja independência sendo confirmada por duas vitórias sobre o imperador Arnolfo, foi enfim reconhecida numa dieta geral do império germano. Seu filho Rodolfo II sucedeu a este estado recém-formado, que incluía a parte ocidental da Suíça, o Franco-Condado, Saboia, o Delfinado, a Provença e o país entre o Reno e os Alpes, e era conhecido como o reino da Borgonha. Ele tentou duas vezes conquistar a Itália e, por um período de três anos, governou aquele reino.
Seu filho e sucessor, Conrado I, reinou mais de 56 anos, de 937 a 993, e desfrutou da amizade e do apoio dos imperadores saxões. Otão I casou-se com sua irmã Adelaide e ela foi a mãe de Otão II e avó de Otão III. Conrado foi sucedido por seu filho Rodolfo III, apelidado de Perdedor, que, morrendo, em 1032, sem progênie, passou o reino da Borgonha como feudo ou legado a seu sobrinho, o imperador Conrado II. Com Rodolfo, este ramo se extinguiu na linhagem paterna.

## Grupo suabiano
O membro mais antigo do grupo suabiano é Guelfo I, um conde na Suábia mencionado primeiramente em 842. Segundo a tradição, Guelfo era filho de Conrado e neto de Guelfo, conde de Altdorfe, o ancestral do grupo borgonhês. Esta relação é considerada provável, pois ambos Conrado e Guelfo foram condes em Linzgau e Alpgau. A relação entre Guelfo I e todos os membros posteriores do grupo suabiano é, novamente, conhecida apenas por lendas.
A Antiga Casa de Guelfo se extinguiu quando Guelfo da Caríntia, morreu sem filhos, em 1055. Sua herança foi passada para o ramo mais antigo da Casa de Este, que se tornou conhecida como a Nova Casa de Guelfo, ou Casa de Guelfo-Este.

## Membros notáveis do grupo borgonhês
- Guelfo, conde de Altdorfe
- Judite da Baviera, imperatriz do Sacro Império Romano-Germânico
- Conrado I, rei da Borgonha
- Gisela da Borgonha, duquesa da Baviera
- Rodolfo I, rei da Borgonha
- Rodolfo II, rei da Borgonha
- Adelaide da Itália, rainha da Itália e imperatriz do Sacro Império Romano-Germânico
- Rodolfo III, rei da Borgonha

## Membros notáveis do grupo suabiano
- Guelfo I de Altdorf
- São Conrado de Constança
- Guelfo